# Gustav Fridolin
Per Gustav Edvard Fridolin (Vittsjö, 10 maggio 1983) è un politico e giornalista svedese, ministro dell'Istruzione nel governo Löfven I.

## Biografia
Membro del Partito Ambientalista i Verdi, nel 2002 Fridolin venne eletto deputato al Riksdag; avendo solo diciannove anni al momento dell'elezione, Fridolin divenne il più giovane parlamentare svedese di sempre, record che venne poi battuto da Anton Abele nel 2010.
Dopo quattro anni Fridolin non si ripresentò come candidato alle elezioni legislative del 2006, ma accettò un incarico come giornalista per la trasmissione televisiva Kalla fakta, lavorandoci fino al 2009. Nel frattempo ottenne un impiego come docente in una università popolare di Stoccolma.
Successivamente si candidò alle elezioni legislative del 2010 risultando eletto e tornò in parlamento dopo quattro anni di assenza.
Nel 2014 il primo ministro Stefan Löfven decise di nominarlo ministro dell'Istruzione all'interno del suo esecutivo.